# 트라페지움 (소설)
《트라페지움》(일본어: トラペジウム 도라페지우무[*], trapezium)은 타카야마 카즈미가 지은 일본의 소설이다. 일러스트는 타에가 담당했다.
《트라페지움》은 타카야마 카즈미의 소설가 데뷔작이다. 아이돌 타카야마 카즈미가 아이돌을 목표로 하는 소녀에 대해 글을 지어, 잡지 《다빈치》의 2016년 5월호부터 2018년 9월호까지 게재되고 있던 연재 소설이다.
2018년 11월, 단행본화(KADOKAWA). 서적화에 따라 대폭적으로 가필 수정되어 나카무라 후미노리, 하다 케이스케가 띠지 코멘트를 했고, 2019년 2월 7일 이후의 가게의 앞쪽 6쇄분에는 니시노 나나세의 한정 띠지 코멘트가 부속되었다. 2020년 4월, 문고본화(카도카와 문고), 이것을 기념해 인스타그램의 계정을 개설했다. 번역본으로서 대한민국, 대만판이 발매되고, 같은 해 7월에 중국어 간체자판도 발매되었다. 도서명의 《트라페지움》은 오리온 성운의 어린 별의 성단을 가리킨다.

## 줄거리
아이돌을 목표로 하는 여고생 아즈마 유우의 이야기.
귀국자녀 주인공 아즈마 유우는 캐나다에 있었을 무렵 녹화 테이프에 기록된 노래를 통해 아이돌을 알게 된다. 별을 가리키는 《트라페지움》이라는 제목은 그 아이돌이 발하고 있던 빛에서 유래한다. 그 빛에 감동한 유우는 아이돌이 되고 싶다. 고등학교 진학 후 아이돌이 되기 위해 4가지 규칙을 세우고 고등학교 생활을 보내는 유우는 아이돌을 뜻하는 멤버를 모아 4인조 그룹을 결성한다. 종반, 제목 "트라페지움"의 의미가 밝혀진다.

## 등장인물
아즈마 유우(東ゆう)
성우 - 유이카와 아사키
주인공. 아이돌 지망의 여고생. 프로듀싱 능력을 가졌지만 심중에서 독을 뿜는 성격.
타이가 쿠루미(大河くるみ)
성우 - 요미야 히나
서쪽 지역에 사는 로봇 콘테스트에 열중하는 공업고등전문학교 공학 소녀. 남성이 좋아하는 '귀여움'을 담은 듯한 아이. 자원봉사가 취미.
카토리 란코(華鳥蘭子)
성우 - 우에다 레이나
남쪽 지역에 사는 아가씨.
카메이 미카(亀井美嘉)
성우 - 아이카와 하루카
북쪽 지역에 사는 아즈마의 초등학교 동창. 어두운 아우라를 입은 검은 롱 헤어의 여고생.
쿠도 신지(工藤真司)
성우 - 키마타 쇼야(JO1)
카메라를 좋아하는 남자.
이타미 슈이치(伊丹秀一)
성우 - 우치무라 테루요시
통역.

## 극장 애니메이션
2023년 12월에는 극장 애니메이션화가 발표되어 2024년 5월 10일에 공개되었다. 제작은 《SPY×FAMILY》 시리즈와 《봇치 더 록!》 등의 CloverWorks가 다룬다.

### 스태프
- 원작·감수 - 타카야마 카즈미
- 감독 - 시노하라 마사히로
- 각본 - 카키하라 유코
- 캐릭터 디자인 - 리오
- 총작화 감독 - 리오, 케로리라
- 의상 디자인 - 이토 마사코
- 프롭 디자인 - 쿠하라 요코, 와타나베 코지, 이토다 아카네
- 2D 디자인 웍스·특수효과 - 사이토 무츠미
- 미술 감독 - 타무라 세이키
- 색채 설계 - 나카시마 카즈코
- 촬영 감독 - 세키야 요시히로
- 3D 디렉터 - 미야지 카츠아키
- 편집 - 미시마 아키노리
- 슈퍼바이저 - 마스나리 코지
- 별하늘 사진협력 - KAGAYA
- 음악 - 요코야마 마사루
- 음향 감독 - 아케타가와 진
- 제작(制作) - CloverWorks
- 제작(製作) - 트라페지움 제작위원회
- 배급 - 애니플렉스

### 주제가
なんもない feat. 星街すいせい, sakuma.
MAISONdes의 주제가. 보컬은 호시마치 스이세이.